# Lampona monteithi
Lampona monteithi is een spinnensoort uit de familie Lamponidae. De soort komt voor in Queensland.